# 涌泉坊

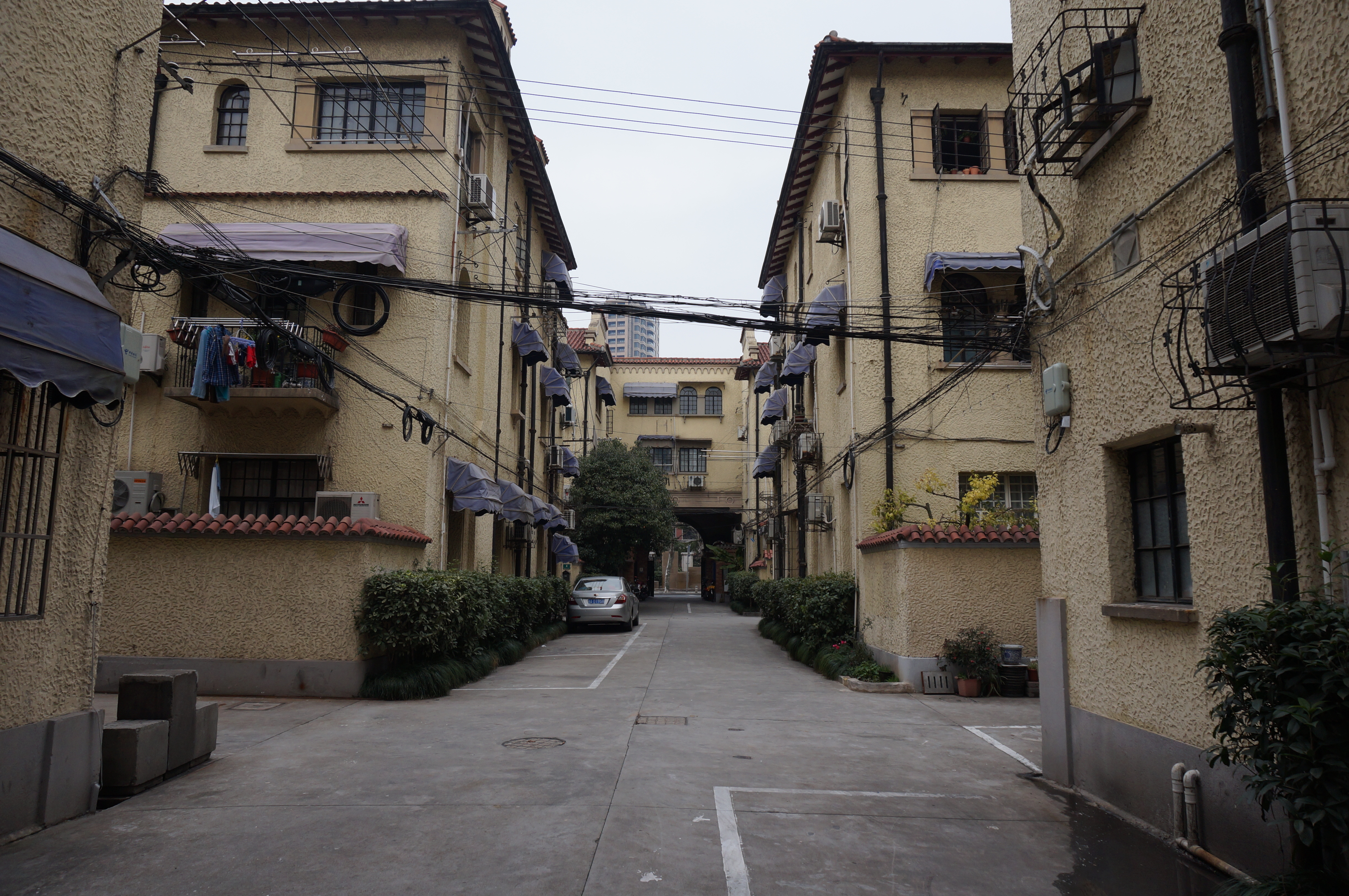
涌泉坊的主弄

涌泉坊（英語：Bubbling Well Lane）是一条位于中华人民共和国上海市静安区愚园路395弄4-24号的新式里弄，与愚谷村相邻。其兴建于1934年，由杨润玉、杨元麟、周济之共同设计，久记营造厂承建，于1936年完工。涌泉坊是当时上海的高级住宅区，由15幢新式里弄住宅和1幢花园洋房组成，均为西班牙式。1989年，涌泉坊入选第一批上海市优秀历史建筑和第五批上海市文物保护单位。

## 释名
涌泉坊得名于昔日“静安八景”之一的涌泉亭。与赤乌碑、陈朝桧、讲经台、虾子潭、绿云洞、沪渎垒、芦子渡咏并称。
涌泉亭内的涌泉为沸井，与温泉相似，曾号称“天下第六泉”，1949年后被加盖填塞，现址已是今天的南京西路。

## 建筑特色
涌泉坊现占地面积0.53公顷，建筑面积6233平方米，共有砖木结构房屋16幢。15幢新式里弄住宅均为3层，花园洋房为4层。里弄的主弄宽6.5米，支弄宽约3到4米，过街楼所在的第一排有房屋7幢，之后二三排房屋为偶合式，每两幢为一组，里弄布局整体呈“田”字形排列。
新式里弄住宅外墙刷黄色漆，并设有螺旋形窗间柱。屋顶为平屋顶，有中国古式的檐头，类似中国古代的烽火台。屋顶上铺西班牙红瓦，下部以30厘米长的红木条装饰。阳台大小不一，但下方均有拱形装饰，装饰大小随阳台大小而变化。宅前设有小花园，室内均设有采暖设备、厨房、卫生间等设施，装潢及设施标准十分高。

### 过街楼
涌泉坊的弄口采取了过街楼式的设计，外墙铺红砖，装饰精美。楼上为住宅，楼下为一大拱门及两小拱门，大拱门居中。大拱门正上方的一白色长方块内刻有“涌泉坊”三字。大拱门与小拱门之间有两根石柱，石柱上门均有巴洛克式的花纹。“涌泉坊”三字之上是位于两层的两扇并行的方形窗户，窗户窗檐有波浪形的装饰。三层为4扇拱形的窗户，两扇居中，两扇各居两侧。居中的两扇由一个半米高的白色圆柱相隔，其上方有喷泉式雕纹。窗檐为西方式的竖砖铺设。过街楼顶部十分精致，檐头以白色线条勾勒，两条波浪形曲线中间有一珠状圆球，下方则有白色椭圆形竖立装饰。

### 花园住宅
涌泉坊24号的花园住宅位于弄堂深处，占地387平方米，建筑面积1115平方米，高4层，为西班牙式风格。该房屋曾是华成烟草公司总经理，也是涌泉坊主要出资者陈楚湘的住宅。洋房外墙采用耐火砖，四个立面各不相同，屋顶铺筒子瓦，共有约40个房间。客厅、客堂为中国式，设有中国式的家具及壁画。起居室则为西班牙式。

## 图片集

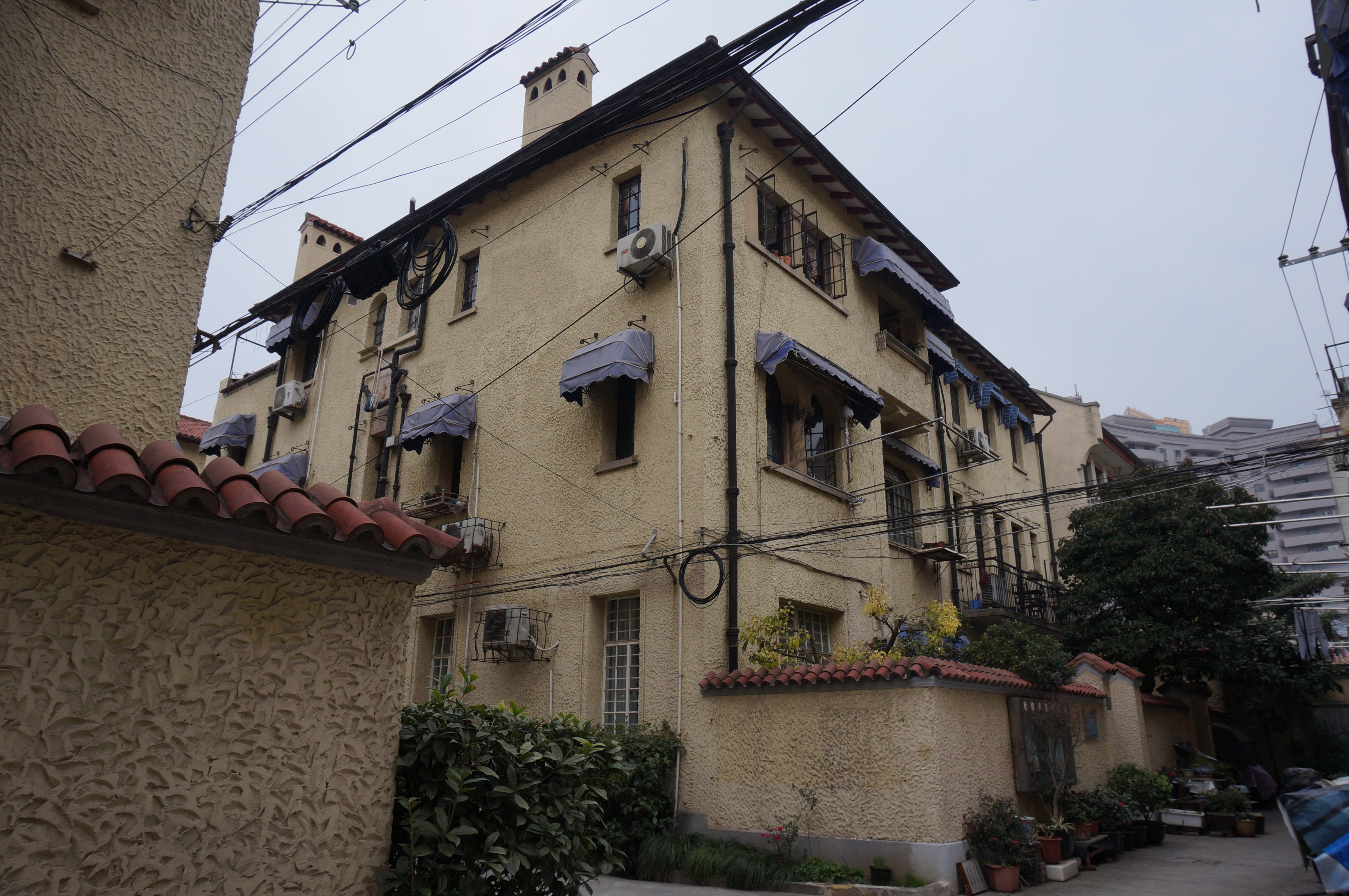
三层里弄住宅
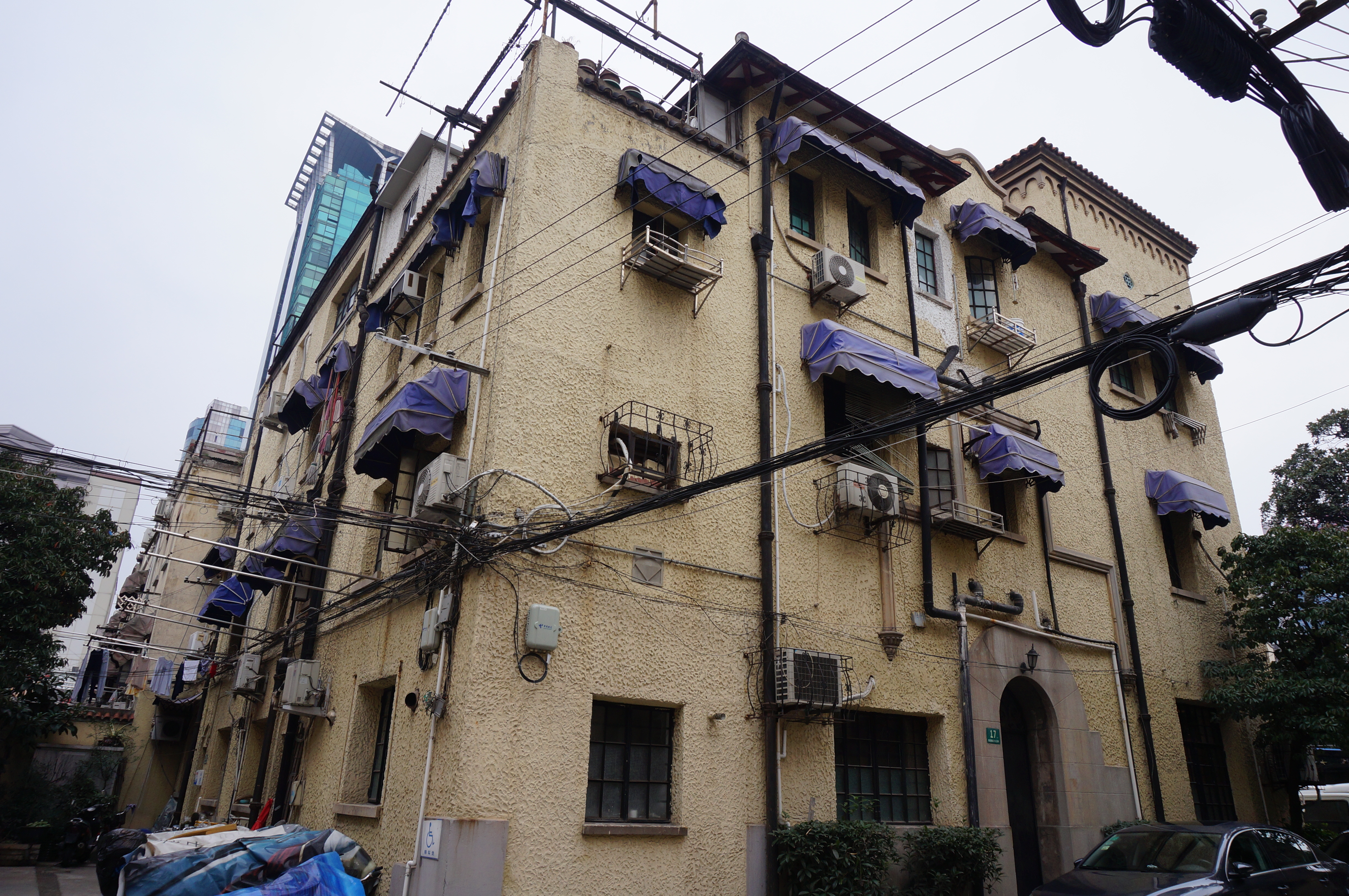
三层里弄住宅
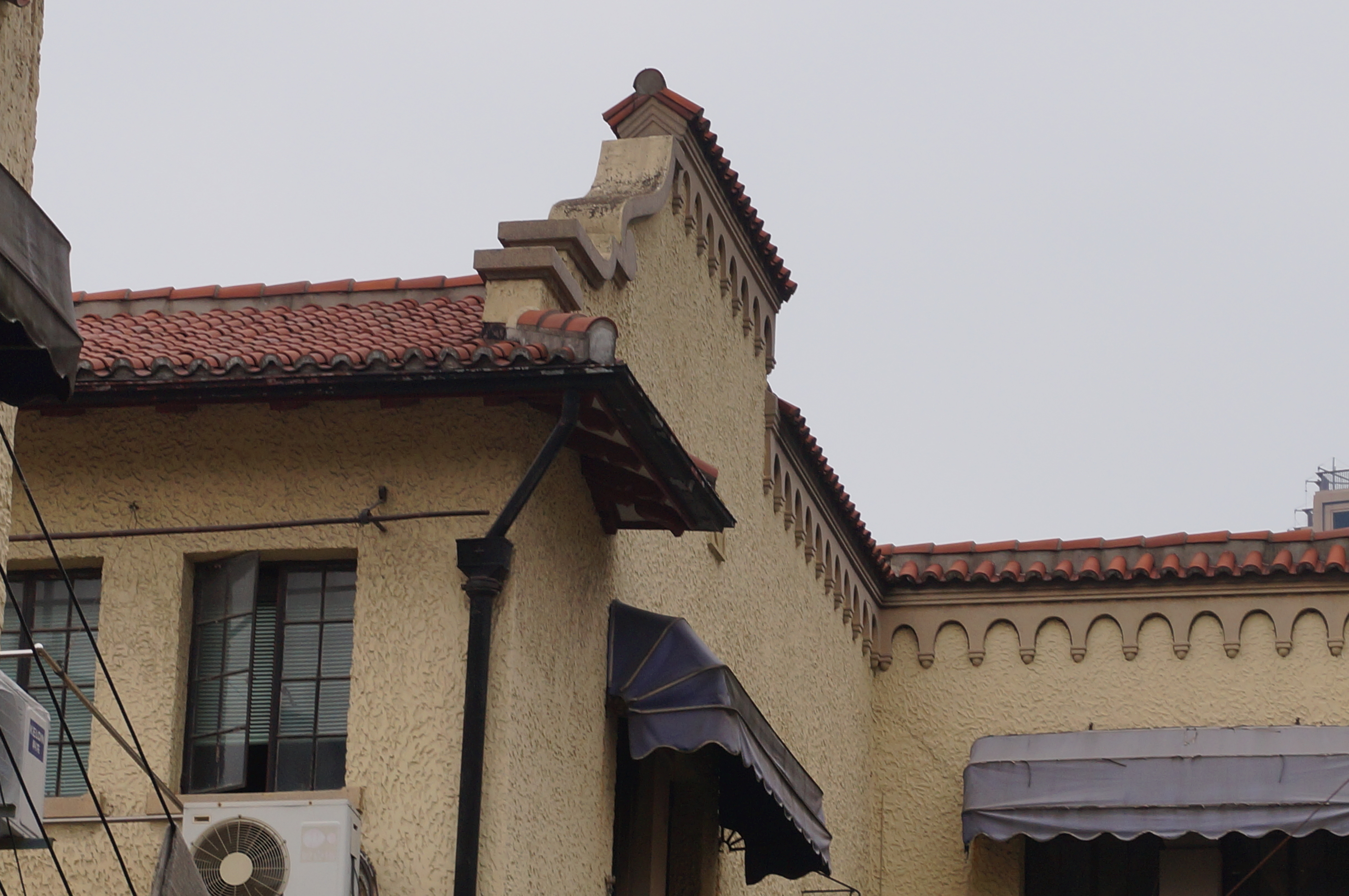
第一排房屋的山墙